# Vil'ne (Bolhrad)
Vil'ne (ucraniano: Вільне) es un pueblo del Raión de Bolhrad en el Óblast de Odesa de Ucrania. Según el censo de 2001, tiene una población de 1685 habitantes.